# Гипермодернизм
Гипермодерни́зм (др.-греч. ὑπερ- «сверх-, над-» и лат. modernus — новый, современный) — направления развития шахматной мысли в 1910-х — 20-х годах. Основоположниками гипермодернизма считаются Арон Нимцович, Рихард Рети, Дьюла Брейер.
К сторонникам гипермодернизма также причисляют Александра Алехина, Ефима Боголюбова, Петра Романовского, Савелия Тартаковера и других. Термин предложен Тартаковером вместо употреблённого ранее «неоромантизма».

Основоположники гипермодернизма
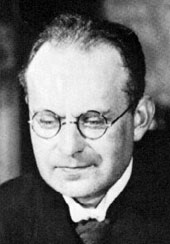
Арон Нимцович
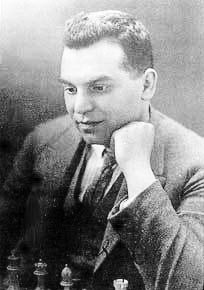
Рихард Рети

## Появление
Гипермодернизм появился после Первой мировой войны, и связан с наметившимся кризисом шахматного искусства в начале XX века. Созданное Стейницем и Таррашем учение о позиционной игре и контроле центра пешками стало общепризнанным; всё большее распространение получила «сухая» и механистичная «игра по правилам» — с отказом от творческих поисков и риска. В турнирах вырос процент «бесцветных» ничей, дебютный репертуар сузился, в основном, до нескольких вариантов (испанская партия, дебют четырёх коней, ферзевый гамбит и дебют ферзевых пешек).
В 1914 году Нимцович опубликовал серию статей, в частности — «Соответствует ли „современные шахматные партии“ доктора Тарраша современному пониманию игры?». В этих статьях он подверг критике ряд устоявшихся взглядов в области дебютной стратегии. В дальнейшем он углубил понимание многих положений теории Стейница: проблема центра, значение открытых линий, проходных пешек и т. п., и разработал новые принципы и приёмы, сохраняющие значение и в современной теории шахмат: блокада, профилактика, избыточная защита, лавирование. Книги Нимцовича «Моя система», «Моя система на практике» до сих пор актуальны.

## Развитие
|   | a | b | c | d | e | f | g | h |   |
| - | --- | --- | --- | --- | --- | --- | --- | --- | - |
| 8 | a8 чёрная ладья · d8 чёрный ферзь · e8 чёрный король · f8 чёрный слон · h8 чёрная ладья · a7 чёрная пешка · b7 чёрная пешка · d7 чёрный конь · e7 чёрная пешка · f7 чёрная пешка · g7 чёрная пешка · h7 чёрная пешка · c6 чёрная пешка · f6 чёрный конь · d5 чёрная пешка · g4 чёрный слон · b3 белая пешка · f3 белый конь · g3 белая пешка · a2 белая пешка · b2 белый слон · c2 белая пешка · d2 белая пешка · e2 белая пешка · f2 белая пешка · g2 белый слон · h2 белая пешка · a1 белая ладья · b1 белый конь · d1 белый ферзь · e1 белый король · h1 белая ладья | a8 чёрная ладья · d8 чёрный ферзь · e8 чёрный король · f8 чёрный слон · h8 чёрная ладья · a7 чёрная пешка · b7 чёрная пешка · d7 чёрный конь · e7 чёрная пешка · f7 чёрная пешка · g7 чёрная пешка · h7 чёрная пешка · c6 чёрная пешка · f6 чёрный конь · d5 чёрная пешка · g4 чёрный слон · b3 белая пешка · f3 белый конь · g3 белая пешка · a2 белая пешка · b2 белый слон · c2 белая пешка · d2 белая пешка · e2 белая пешка · f2 белая пешка · g2 белый слон · h2 белая пешка · a1 белая ладья · b1 белый конь · d1 белый ферзь · e1 белый король · h1 белая ладья | a8 чёрная ладья · d8 чёрный ферзь · e8 чёрный король · f8 чёрный слон · h8 чёрная ладья · a7 чёрная пешка · b7 чёрная пешка · d7 чёрный конь · e7 чёрная пешка · f7 чёрная пешка · g7 чёрная пешка · h7 чёрная пешка · c6 чёрная пешка · f6 чёрный конь · d5 чёрная пешка · g4 чёрный слон · b3 белая пешка · f3 белый конь · g3 белая пешка · a2 белая пешка · b2 белый слон · c2 белая пешка · d2 белая пешка · e2 белая пешка · f2 белая пешка · g2 белый слон · h2 белая пешка · a1 белая ладья · b1 белый конь · d1 белый ферзь · e1 белый король · h1 белая ладья | a8 чёрная ладья · d8 чёрный ферзь · e8 чёрный король · f8 чёрный слон · h8 чёрная ладья · a7 чёрная пешка · b7 чёрная пешка · d7 чёрный конь · e7 чёрная пешка · f7 чёрная пешка · g7 чёрная пешка · h7 чёрная пешка · c6 чёрная пешка · f6 чёрный конь · d5 чёрная пешка · g4 чёрный слон · b3 белая пешка · f3 белый конь · g3 белая пешка · a2 белая пешка · b2 белый слон · c2 белая пешка · d2 белая пешка · e2 белая пешка · f2 белая пешка · g2 белый слон · h2 белая пешка · a1 белая ладья · b1 белый конь · d1 белый ферзь · e1 белый король · h1 белая ладья | a8 чёрная ладья · d8 чёрный ферзь · e8 чёрный король · f8 чёрный слон · h8 чёрная ладья · a7 чёрная пешка · b7 чёрная пешка · d7 чёрный конь · e7 чёрная пешка · f7 чёрная пешка · g7 чёрная пешка · h7 чёрная пешка · c6 чёрная пешка · f6 чёрный конь · d5 чёрная пешка · g4 чёрный слон · b3 белая пешка · f3 белый конь · g3 белая пешка · a2 белая пешка · b2 белый слон · c2 белая пешка · d2 белая пешка · e2 белая пешка · f2 белая пешка · g2 белый слон · h2 белая пешка · a1 белая ладья · b1 белый конь · d1 белый ферзь · e1 белый король · h1 белая ладья | a8 чёрная ладья · d8 чёрный ферзь · e8 чёрный король · f8 чёрный слон · h8 чёрная ладья · a7 чёрная пешка · b7 чёрная пешка · d7 чёрный конь · e7 чёрная пешка · f7 чёрная пешка · g7 чёрная пешка · h7 чёрная пешка · c6 чёрная пешка · f6 чёрный конь · d5 чёрная пешка · g4 чёрный слон · b3 белая пешка · f3 белый конь · g3 белая пешка · a2 белая пешка · b2 белый слон · c2 белая пешка · d2 белая пешка · e2 белая пешка · f2 белая пешка · g2 белый слон · h2 белая пешка · a1 белая ладья · b1 белый конь · d1 белый ферзь · e1 белый король · h1 белая ладья | a8 чёрная ладья · d8 чёрный ферзь · e8 чёрный король · f8 чёрный слон · h8 чёрная ладья · a7 чёрная пешка · b7 чёрная пешка · d7 чёрный конь · e7 чёрная пешка · f7 чёрная пешка · g7 чёрная пешка · h7 чёрная пешка · c6 чёрная пешка · f6 чёрный конь · d5 чёрная пешка · g4 чёрный слон · b3 белая пешка · f3 белый конь · g3 белая пешка · a2 белая пешка · b2 белый слон · c2 белая пешка · d2 белая пешка · e2 белая пешка · f2 белая пешка · g2 белый слон · h2 белая пешка · a1 белая ладья · b1 белый конь · d1 белый ферзь · e1 белый король · h1 белая ладья | a8 чёрная ладья · d8 чёрный ферзь · e8 чёрный король · f8 чёрный слон · h8 чёрная ладья · a7 чёрная пешка · b7 чёрная пешка · d7 чёрный конь · e7 чёрная пешка · f7 чёрная пешка · g7 чёрная пешка · h7 чёрная пешка · c6 чёрная пешка · f6 чёрный конь · d5 чёрная пешка · g4 чёрный слон · b3 белая пешка · f3 белый конь · g3 белая пешка · a2 белая пешка · b2 белый слон · c2 белая пешка · d2 белая пешка · e2 белая пешка · f2 белая пешка · g2 белый слон · h2 белая пешка · a1 белая ладья · b1 белый конь · d1 белый ферзь · e1 белый король · h1 белая ладья | 8 |
| 7 | a8 чёрная ладья · d8 чёрный ферзь · e8 чёрный король · f8 чёрный слон · h8 чёрная ладья · a7 чёрная пешка · b7 чёрная пешка · d7 чёрный конь · e7 чёрная пешка · f7 чёрная пешка · g7 чёрная пешка · h7 чёрная пешка · c6 чёрная пешка · f6 чёрный конь · d5 чёрная пешка · g4 чёрный слон · b3 белая пешка · f3 белый конь · g3 белая пешка · a2 белая пешка · b2 белый слон · c2 белая пешка · d2 белая пешка · e2 белая пешка · f2 белая пешка · g2 белый слон · h2 белая пешка · a1 белая ладья · b1 белый конь · d1 белый ферзь · e1 белый король · h1 белая ладья | a8 чёрная ладья · d8 чёрный ферзь · e8 чёрный король · f8 чёрный слон · h8 чёрная ладья · a7 чёрная пешка · b7 чёрная пешка · d7 чёрный конь · e7 чёрная пешка · f7 чёрная пешка · g7 чёрная пешка · h7 чёрная пешка · c6 чёрная пешка · f6 чёрный конь · d5 чёрная пешка · g4 чёрный слон · b3 белая пешка · f3 белый конь · g3 белая пешка · a2 белая пешка · b2 белый слон · c2 белая пешка · d2 белая пешка · e2 белая пешка · f2 белая пешка · g2 белый слон · h2 белая пешка · a1 белая ладья · b1 белый конь · d1 белый ферзь · e1 белый король · h1 белая ладья | a8 чёрная ладья · d8 чёрный ферзь · e8 чёрный король · f8 чёрный слон · h8 чёрная ладья · a7 чёрная пешка · b7 чёрная пешка · d7 чёрный конь · e7 чёрная пешка · f7 чёрная пешка · g7 чёрная пешка · h7 чёрная пешка · c6 чёрная пешка · f6 чёрный конь · d5 чёрная пешка · g4 чёрный слон · b3 белая пешка · f3 белый конь · g3 белая пешка · a2 белая пешка · b2 белый слон · c2 белая пешка · d2 белая пешка · e2 белая пешка · f2 белая пешка · g2 белый слон · h2 белая пешка · a1 белая ладья · b1 белый конь · d1 белый ферзь · e1 белый король · h1 белая ладья | a8 чёрная ладья · d8 чёрный ферзь · e8 чёрный король · f8 чёрный слон · h8 чёрная ладья · a7 чёрная пешка · b7 чёрная пешка · d7 чёрный конь · e7 чёрная пешка · f7 чёрная пешка · g7 чёрная пешка · h7 чёрная пешка · c6 чёрная пешка · f6 чёрный конь · d5 чёрная пешка · g4 чёрный слон · b3 белая пешка · f3 белый конь · g3 белая пешка · a2 белая пешка · b2 белый слон · c2 белая пешка · d2 белая пешка · e2 белая пешка · f2 белая пешка · g2 белый слон · h2 белая пешка · a1 белая ладья · b1 белый конь · d1 белый ферзь · e1 белый король · h1 белая ладья | a8 чёрная ладья · d8 чёрный ферзь · e8 чёрный король · f8 чёрный слон · h8 чёрная ладья · a7 чёрная пешка · b7 чёрная пешка · d7 чёрный конь · e7 чёрная пешка · f7 чёрная пешка · g7 чёрная пешка · h7 чёрная пешка · c6 чёрная пешка · f6 чёрный конь · d5 чёрная пешка · g4 чёрный слон · b3 белая пешка · f3 белый конь · g3 белая пешка · a2 белая пешка · b2 белый слон · c2 белая пешка · d2 белая пешка · e2 белая пешка · f2 белая пешка · g2 белый слон · h2 белая пешка · a1 белая ладья · b1 белый конь · d1 белый ферзь · e1 белый король · h1 белая ладья | a8 чёрная ладья · d8 чёрный ферзь · e8 чёрный король · f8 чёрный слон · h8 чёрная ладья · a7 чёрная пешка · b7 чёрная пешка · d7 чёрный конь · e7 чёрная пешка · f7 чёрная пешка · g7 чёрная пешка · h7 чёрная пешка · c6 чёрная пешка · f6 чёрный конь · d5 чёрная пешка · g4 чёрный слон · b3 белая пешка · f3 белый конь · g3 белая пешка · a2 белая пешка · b2 белый слон · c2 белая пешка · d2 белая пешка · e2 белая пешка · f2 белая пешка · g2 белый слон · h2 белая пешка · a1 белая ладья · b1 белый конь · d1 белый ферзь · e1 белый король · h1 белая ладья | a8 чёрная ладья · d8 чёрный ферзь · e8 чёрный король · f8 чёрный слон · h8 чёрная ладья · a7 чёрная пешка · b7 чёрная пешка · d7 чёрный конь · e7 чёрная пешка · f7 чёрная пешка · g7 чёрная пешка · h7 чёрная пешка · c6 чёрная пешка · f6 чёрный конь · d5 чёрная пешка · g4 чёрный слон · b3 белая пешка · f3 белый конь · g3 белая пешка · a2 белая пешка · b2 белый слон · c2 белая пешка · d2 белая пешка · e2 белая пешка · f2 белая пешка · g2 белый слон · h2 белая пешка · a1 белая ладья · b1 белый конь · d1 белый ферзь · e1 белый король · h1 белая ладья | a8 чёрная ладья · d8 чёрный ферзь · e8 чёрный король · f8 чёрный слон · h8 чёрная ладья · a7 чёрная пешка · b7 чёрная пешка · d7 чёрный конь · e7 чёрная пешка · f7 чёрная пешка · g7 чёрная пешка · h7 чёрная пешка · c6 чёрная пешка · f6 чёрный конь · d5 чёрная пешка · g4 чёрный слон · b3 белая пешка · f3 белый конь · g3 белая пешка · a2 белая пешка · b2 белый слон · c2 белая пешка · d2 белая пешка · e2 белая пешка · f2 белая пешка · g2 белый слон · h2 белая пешка · a1 белая ладья · b1 белый конь · d1 белый ферзь · e1 белый король · h1 белая ладья | 7 |
| 6 | a8 чёрная ладья · d8 чёрный ферзь · e8 чёрный король · f8 чёрный слон · h8 чёрная ладья · a7 чёрная пешка · b7 чёрная пешка · d7 чёрный конь · e7 чёрная пешка · f7 чёрная пешка · g7 чёрная пешка · h7 чёрная пешка · c6 чёрная пешка · f6 чёрный конь · d5 чёрная пешка · g4 чёрный слон · b3 белая пешка · f3 белый конь · g3 белая пешка · a2 белая пешка · b2 белый слон · c2 белая пешка · d2 белая пешка · e2 белая пешка · f2 белая пешка · g2 белый слон · h2 белая пешка · a1 белая ладья · b1 белый конь · d1 белый ферзь · e1 белый король · h1 белая ладья | a8 чёрная ладья · d8 чёрный ферзь · e8 чёрный король · f8 чёрный слон · h8 чёрная ладья · a7 чёрная пешка · b7 чёрная пешка · d7 чёрный конь · e7 чёрная пешка · f7 чёрная пешка · g7 чёрная пешка · h7 чёрная пешка · c6 чёрная пешка · f6 чёрный конь · d5 чёрная пешка · g4 чёрный слон · b3 белая пешка · f3 белый конь · g3 белая пешка · a2 белая пешка · b2 белый слон · c2 белая пешка · d2 белая пешка · e2 белая пешка · f2 белая пешка · g2 белый слон · h2 белая пешка · a1 белая ладья · b1 белый конь · d1 белый ферзь · e1 белый король · h1 белая ладья | a8 чёрная ладья · d8 чёрный ферзь · e8 чёрный король · f8 чёрный слон · h8 чёрная ладья · a7 чёрная пешка · b7 чёрная пешка · d7 чёрный конь · e7 чёрная пешка · f7 чёрная пешка · g7 чёрная пешка · h7 чёрная пешка · c6 чёрная пешка · f6 чёрный конь · d5 чёрная пешка · g4 чёрный слон · b3 белая пешка · f3 белый конь · g3 белая пешка · a2 белая пешка · b2 белый слон · c2 белая пешка · d2 белая пешка · e2 белая пешка · f2 белая пешка · g2 белый слон · h2 белая пешка · a1 белая ладья · b1 белый конь · d1 белый ферзь · e1 белый король · h1 белая ладья | a8 чёрная ладья · d8 чёрный ферзь · e8 чёрный король · f8 чёрный слон · h8 чёрная ладья · a7 чёрная пешка · b7 чёрная пешка · d7 чёрный конь · e7 чёрная пешка · f7 чёрная пешка · g7 чёрная пешка · h7 чёрная пешка · c6 чёрная пешка · f6 чёрный конь · d5 чёрная пешка · g4 чёрный слон · b3 белая пешка · f3 белый конь · g3 белая пешка · a2 белая пешка · b2 белый слон · c2 белая пешка · d2 белая пешка · e2 белая пешка · f2 белая пешка · g2 белый слон · h2 белая пешка · a1 белая ладья · b1 белый конь · d1 белый ферзь · e1 белый король · h1 белая ладья | a8 чёрная ладья · d8 чёрный ферзь · e8 чёрный король · f8 чёрный слон · h8 чёрная ладья · a7 чёрная пешка · b7 чёрная пешка · d7 чёрный конь · e7 чёрная пешка · f7 чёрная пешка · g7 чёрная пешка · h7 чёрная пешка · c6 чёрная пешка · f6 чёрный конь · d5 чёрная пешка · g4 чёрный слон · b3 белая пешка · f3 белый конь · g3 белая пешка · a2 белая пешка · b2 белый слон · c2 белая пешка · d2 белая пешка · e2 белая пешка · f2 белая пешка · g2 белый слон · h2 белая пешка · a1 белая ладья · b1 белый конь · d1 белый ферзь · e1 белый король · h1 белая ладья | a8 чёрная ладья · d8 чёрный ферзь · e8 чёрный король · f8 чёрный слон · h8 чёрная ладья · a7 чёрная пешка · b7 чёрная пешка · d7 чёрный конь · e7 чёрная пешка · f7 чёрная пешка · g7 чёрная пешка · h7 чёрная пешка · c6 чёрная пешка · f6 чёрный конь · d5 чёрная пешка · g4 чёрный слон · b3 белая пешка · f3 белый конь · g3 белая пешка · a2 белая пешка · b2 белый слон · c2 белая пешка · d2 белая пешка · e2 белая пешка · f2 белая пешка · g2 белый слон · h2 белая пешка · a1 белая ладья · b1 белый конь · d1 белый ферзь · e1 белый король · h1 белая ладья | a8 чёрная ладья · d8 чёрный ферзь · e8 чёрный король · f8 чёрный слон · h8 чёрная ладья · a7 чёрная пешка · b7 чёрная пешка · d7 чёрный конь · e7 чёрная пешка · f7 чёрная пешка · g7 чёрная пешка · h7 чёрная пешка · c6 чёрная пешка · f6 чёрный конь · d5 чёрная пешка · g4 чёрный слон · b3 белая пешка · f3 белый конь · g3 белая пешка · a2 белая пешка · b2 белый слон · c2 белая пешка · d2 белая пешка · e2 белая пешка · f2 белая пешка · g2 белый слон · h2 белая пешка · a1 белая ладья · b1 белый конь · d1 белый ферзь · e1 белый король · h1 белая ладья | a8 чёрная ладья · d8 чёрный ферзь · e8 чёрный король · f8 чёрный слон · h8 чёрная ладья · a7 чёрная пешка · b7 чёрная пешка · d7 чёрный конь · e7 чёрная пешка · f7 чёрная пешка · g7 чёрная пешка · h7 чёрная пешка · c6 чёрная пешка · f6 чёрный конь · d5 чёрная пешка · g4 чёрный слон · b3 белая пешка · f3 белый конь · g3 белая пешка · a2 белая пешка · b2 белый слон · c2 белая пешка · d2 белая пешка · e2 белая пешка · f2 белая пешка · g2 белый слон · h2 белая пешка · a1 белая ладья · b1 белый конь · d1 белый ферзь · e1 белый король · h1 белая ладья | 6 |
| 5 | a8 чёрная ладья · d8 чёрный ферзь · e8 чёрный король · f8 чёрный слон · h8 чёрная ладья · a7 чёрная пешка · b7 чёрная пешка · d7 чёрный конь · e7 чёрная пешка · f7 чёрная пешка · g7 чёрная пешка · h7 чёрная пешка · c6 чёрная пешка · f6 чёрный конь · d5 чёрная пешка · g4 чёрный слон · b3 белая пешка · f3 белый конь · g3 белая пешка · a2 белая пешка · b2 белый слон · c2 белая пешка · d2 белая пешка · e2 белая пешка · f2 белая пешка · g2 белый слон · h2 белая пешка · a1 белая ладья · b1 белый конь · d1 белый ферзь · e1 белый король · h1 белая ладья | a8 чёрная ладья · d8 чёрный ферзь · e8 чёрный король · f8 чёрный слон · h8 чёрная ладья · a7 чёрная пешка · b7 чёрная пешка · d7 чёрный конь · e7 чёрная пешка · f7 чёрная пешка · g7 чёрная пешка · h7 чёрная пешка · c6 чёрная пешка · f6 чёрный конь · d5 чёрная пешка · g4 чёрный слон · b3 белая пешка · f3 белый конь · g3 белая пешка · a2 белая пешка · b2 белый слон · c2 белая пешка · d2 белая пешка · e2 белая пешка · f2 белая пешка · g2 белый слон · h2 белая пешка · a1 белая ладья · b1 белый конь · d1 белый ферзь · e1 белый король · h1 белая ладья | a8 чёрная ладья · d8 чёрный ферзь · e8 чёрный король · f8 чёрный слон · h8 чёрная ладья · a7 чёрная пешка · b7 чёрная пешка · d7 чёрный конь · e7 чёрная пешка · f7 чёрная пешка · g7 чёрная пешка · h7 чёрная пешка · c6 чёрная пешка · f6 чёрный конь · d5 чёрная пешка · g4 чёрный слон · b3 белая пешка · f3 белый конь · g3 белая пешка · a2 белая пешка · b2 белый слон · c2 белая пешка · d2 белая пешка · e2 белая пешка · f2 белая пешка · g2 белый слон · h2 белая пешка · a1 белая ладья · b1 белый конь · d1 белый ферзь · e1 белый король · h1 белая ладья | a8 чёрная ладья · d8 чёрный ферзь · e8 чёрный король · f8 чёрный слон · h8 чёрная ладья · a7 чёрная пешка · b7 чёрная пешка · d7 чёрный конь · e7 чёрная пешка · f7 чёрная пешка · g7 чёрная пешка · h7 чёрная пешка · c6 чёрная пешка · f6 чёрный конь · d5 чёрная пешка · g4 чёрный слон · b3 белая пешка · f3 белый конь · g3 белая пешка · a2 белая пешка · b2 белый слон · c2 белая пешка · d2 белая пешка · e2 белая пешка · f2 белая пешка · g2 белый слон · h2 белая пешка · a1 белая ладья · b1 белый конь · d1 белый ферзь · e1 белый король · h1 белая ладья | a8 чёрная ладья · d8 чёрный ферзь · e8 чёрный король · f8 чёрный слон · h8 чёрная ладья · a7 чёрная пешка · b7 чёрная пешка · d7 чёрный конь · e7 чёрная пешка · f7 чёрная пешка · g7 чёрная пешка · h7 чёрная пешка · c6 чёрная пешка · f6 чёрный конь · d5 чёрная пешка · g4 чёрный слон · b3 белая пешка · f3 белый конь · g3 белая пешка · a2 белая пешка · b2 белый слон · c2 белая пешка · d2 белая пешка · e2 белая пешка · f2 белая пешка · g2 белый слон · h2 белая пешка · a1 белая ладья · b1 белый конь · d1 белый ферзь · e1 белый король · h1 белая ладья | a8 чёрная ладья · d8 чёрный ферзь · e8 чёрный король · f8 чёрный слон · h8 чёрная ладья · a7 чёрная пешка · b7 чёрная пешка · d7 чёрный конь · e7 чёрная пешка · f7 чёрная пешка · g7 чёрная пешка · h7 чёрная пешка · c6 чёрная пешка · f6 чёрный конь · d5 чёрная пешка · g4 чёрный слон · b3 белая пешка · f3 белый конь · g3 белая пешка · a2 белая пешка · b2 белый слон · c2 белая пешка · d2 белая пешка · e2 белая пешка · f2 белая пешка · g2 белый слон · h2 белая пешка · a1 белая ладья · b1 белый конь · d1 белый ферзь · e1 белый король · h1 белая ладья | a8 чёрная ладья · d8 чёрный ферзь · e8 чёрный король · f8 чёрный слон · h8 чёрная ладья · a7 чёрная пешка · b7 чёрная пешка · d7 чёрный конь · e7 чёрная пешка · f7 чёрная пешка · g7 чёрная пешка · h7 чёрная пешка · c6 чёрная пешка · f6 чёрный конь · d5 чёрная пешка · g4 чёрный слон · b3 белая пешка · f3 белый конь · g3 белая пешка · a2 белая пешка · b2 белый слон · c2 белая пешка · d2 белая пешка · e2 белая пешка · f2 белая пешка · g2 белый слон · h2 белая пешка · a1 белая ладья · b1 белый конь · d1 белый ферзь · e1 белый король · h1 белая ладья | a8 чёрная ладья · d8 чёрный ферзь · e8 чёрный король · f8 чёрный слон · h8 чёрная ладья · a7 чёрная пешка · b7 чёрная пешка · d7 чёрный конь · e7 чёрная пешка · f7 чёрная пешка · g7 чёрная пешка · h7 чёрная пешка · c6 чёрная пешка · f6 чёрный конь · d5 чёрная пешка · g4 чёрный слон · b3 белая пешка · f3 белый конь · g3 белая пешка · a2 белая пешка · b2 белый слон · c2 белая пешка · d2 белая пешка · e2 белая пешка · f2 белая пешка · g2 белый слон · h2 белая пешка · a1 белая ладья · b1 белый конь · d1 белый ферзь · e1 белый король · h1 белая ладья | 5 |
| 4 | a8 чёрная ладья · d8 чёрный ферзь · e8 чёрный король · f8 чёрный слон · h8 чёрная ладья · a7 чёрная пешка · b7 чёрная пешка · d7 чёрный конь · e7 чёрная пешка · f7 чёрная пешка · g7 чёрная пешка · h7 чёрная пешка · c6 чёрная пешка · f6 чёрный конь · d5 чёрная пешка · g4 чёрный слон · b3 белая пешка · f3 белый конь · g3 белая пешка · a2 белая пешка · b2 белый слон · c2 белая пешка · d2 белая пешка · e2 белая пешка · f2 белая пешка · g2 белый слон · h2 белая пешка · a1 белая ладья · b1 белый конь · d1 белый ферзь · e1 белый король · h1 белая ладья | a8 чёрная ладья · d8 чёрный ферзь · e8 чёрный король · f8 чёрный слон · h8 чёрная ладья · a7 чёрная пешка · b7 чёрная пешка · d7 чёрный конь · e7 чёрная пешка · f7 чёрная пешка · g7 чёрная пешка · h7 чёрная пешка · c6 чёрная пешка · f6 чёрный конь · d5 чёрная пешка · g4 чёрный слон · b3 белая пешка · f3 белый конь · g3 белая пешка · a2 белая пешка · b2 белый слон · c2 белая пешка · d2 белая пешка · e2 белая пешка · f2 белая пешка · g2 белый слон · h2 белая пешка · a1 белая ладья · b1 белый конь · d1 белый ферзь · e1 белый король · h1 белая ладья | a8 чёрная ладья · d8 чёрный ферзь · e8 чёрный король · f8 чёрный слон · h8 чёрная ладья · a7 чёрная пешка · b7 чёрная пешка · d7 чёрный конь · e7 чёрная пешка · f7 чёрная пешка · g7 чёрная пешка · h7 чёрная пешка · c6 чёрная пешка · f6 чёрный конь · d5 чёрная пешка · g4 чёрный слон · b3 белая пешка · f3 белый конь · g3 белая пешка · a2 белая пешка · b2 белый слон · c2 белая пешка · d2 белая пешка · e2 белая пешка · f2 белая пешка · g2 белый слон · h2 белая пешка · a1 белая ладья · b1 белый конь · d1 белый ферзь · e1 белый король · h1 белая ладья | a8 чёрная ладья · d8 чёрный ферзь · e8 чёрный король · f8 чёрный слон · h8 чёрная ладья · a7 чёрная пешка · b7 чёрная пешка · d7 чёрный конь · e7 чёрная пешка · f7 чёрная пешка · g7 чёрная пешка · h7 чёрная пешка · c6 чёрная пешка · f6 чёрный конь · d5 чёрная пешка · g4 чёрный слон · b3 белая пешка · f3 белый конь · g3 белая пешка · a2 белая пешка · b2 белый слон · c2 белая пешка · d2 белая пешка · e2 белая пешка · f2 белая пешка · g2 белый слон · h2 белая пешка · a1 белая ладья · b1 белый конь · d1 белый ферзь · e1 белый король · h1 белая ладья | a8 чёрная ладья · d8 чёрный ферзь · e8 чёрный король · f8 чёрный слон · h8 чёрная ладья · a7 чёрная пешка · b7 чёрная пешка · d7 чёрный конь · e7 чёрная пешка · f7 чёрная пешка · g7 чёрная пешка · h7 чёрная пешка · c6 чёрная пешка · f6 чёрный конь · d5 чёрная пешка · g4 чёрный слон · b3 белая пешка · f3 белый конь · g3 белая пешка · a2 белая пешка · b2 белый слон · c2 белая пешка · d2 белая пешка · e2 белая пешка · f2 белая пешка · g2 белый слон · h2 белая пешка · a1 белая ладья · b1 белый конь · d1 белый ферзь · e1 белый король · h1 белая ладья | a8 чёрная ладья · d8 чёрный ферзь · e8 чёрный король · f8 чёрный слон · h8 чёрная ладья · a7 чёрная пешка · b7 чёрная пешка · d7 чёрный конь · e7 чёрная пешка · f7 чёрная пешка · g7 чёрная пешка · h7 чёрная пешка · c6 чёрная пешка · f6 чёрный конь · d5 чёрная пешка · g4 чёрный слон · b3 белая пешка · f3 белый конь · g3 белая пешка · a2 белая пешка · b2 белый слон · c2 белая пешка · d2 белая пешка · e2 белая пешка · f2 белая пешка · g2 белый слон · h2 белая пешка · a1 белая ладья · b1 белый конь · d1 белый ферзь · e1 белый король · h1 белая ладья | a8 чёрная ладья · d8 чёрный ферзь · e8 чёрный король · f8 чёрный слон · h8 чёрная ладья · a7 чёрная пешка · b7 чёрная пешка · d7 чёрный конь · e7 чёрная пешка · f7 чёрная пешка · g7 чёрная пешка · h7 чёрная пешка · c6 чёрная пешка · f6 чёрный конь · d5 чёрная пешка · g4 чёрный слон · b3 белая пешка · f3 белый конь · g3 белая пешка · a2 белая пешка · b2 белый слон · c2 белая пешка · d2 белая пешка · e2 белая пешка · f2 белая пешка · g2 белый слон · h2 белая пешка · a1 белая ладья · b1 белый конь · d1 белый ферзь · e1 белый король · h1 белая ладья | a8 чёрная ладья · d8 чёрный ферзь · e8 чёрный король · f8 чёрный слон · h8 чёрная ладья · a7 чёрная пешка · b7 чёрная пешка · d7 чёрный конь · e7 чёрная пешка · f7 чёрная пешка · g7 чёрная пешка · h7 чёрная пешка · c6 чёрная пешка · f6 чёрный конь · d5 чёрная пешка · g4 чёрный слон · b3 белая пешка · f3 белый конь · g3 белая пешка · a2 белая пешка · b2 белый слон · c2 белая пешка · d2 белая пешка · e2 белая пешка · f2 белая пешка · g2 белый слон · h2 белая пешка · a1 белая ладья · b1 белый конь · d1 белый ферзь · e1 белый король · h1 белая ладья | 4 |
| 3 | a8 чёрная ладья · d8 чёрный ферзь · e8 чёрный король · f8 чёрный слон · h8 чёрная ладья · a7 чёрная пешка · b7 чёрная пешка · d7 чёрный конь · e7 чёрная пешка · f7 чёрная пешка · g7 чёрная пешка · h7 чёрная пешка · c6 чёрная пешка · f6 чёрный конь · d5 чёрная пешка · g4 чёрный слон · b3 белая пешка · f3 белый конь · g3 белая пешка · a2 белая пешка · b2 белый слон · c2 белая пешка · d2 белая пешка · e2 белая пешка · f2 белая пешка · g2 белый слон · h2 белая пешка · a1 белая ладья · b1 белый конь · d1 белый ферзь · e1 белый король · h1 белая ладья | a8 чёрная ладья · d8 чёрный ферзь · e8 чёрный король · f8 чёрный слон · h8 чёрная ладья · a7 чёрная пешка · b7 чёрная пешка · d7 чёрный конь · e7 чёрная пешка · f7 чёрная пешка · g7 чёрная пешка · h7 чёрная пешка · c6 чёрная пешка · f6 чёрный конь · d5 чёрная пешка · g4 чёрный слон · b3 белая пешка · f3 белый конь · g3 белая пешка · a2 белая пешка · b2 белый слон · c2 белая пешка · d2 белая пешка · e2 белая пешка · f2 белая пешка · g2 белый слон · h2 белая пешка · a1 белая ладья · b1 белый конь · d1 белый ферзь · e1 белый король · h1 белая ладья | a8 чёрная ладья · d8 чёрный ферзь · e8 чёрный король · f8 чёрный слон · h8 чёрная ладья · a7 чёрная пешка · b7 чёрная пешка · d7 чёрный конь · e7 чёрная пешка · f7 чёрная пешка · g7 чёрная пешка · h7 чёрная пешка · c6 чёрная пешка · f6 чёрный конь · d5 чёрная пешка · g4 чёрный слон · b3 белая пешка · f3 белый конь · g3 белая пешка · a2 белая пешка · b2 белый слон · c2 белая пешка · d2 белая пешка · e2 белая пешка · f2 белая пешка · g2 белый слон · h2 белая пешка · a1 белая ладья · b1 белый конь · d1 белый ферзь · e1 белый король · h1 белая ладья | a8 чёрная ладья · d8 чёрный ферзь · e8 чёрный король · f8 чёрный слон · h8 чёрная ладья · a7 чёрная пешка · b7 чёрная пешка · d7 чёрный конь · e7 чёрная пешка · f7 чёрная пешка · g7 чёрная пешка · h7 чёрная пешка · c6 чёрная пешка · f6 чёрный конь · d5 чёрная пешка · g4 чёрный слон · b3 белая пешка · f3 белый конь · g3 белая пешка · a2 белая пешка · b2 белый слон · c2 белая пешка · d2 белая пешка · e2 белая пешка · f2 белая пешка · g2 белый слон · h2 белая пешка · a1 белая ладья · b1 белый конь · d1 белый ферзь · e1 белый король · h1 белая ладья | a8 чёрная ладья · d8 чёрный ферзь · e8 чёрный король · f8 чёрный слон · h8 чёрная ладья · a7 чёрная пешка · b7 чёрная пешка · d7 чёрный конь · e7 чёрная пешка · f7 чёрная пешка · g7 чёрная пешка · h7 чёрная пешка · c6 чёрная пешка · f6 чёрный конь · d5 чёрная пешка · g4 чёрный слон · b3 белая пешка · f3 белый конь · g3 белая пешка · a2 белая пешка · b2 белый слон · c2 белая пешка · d2 белая пешка · e2 белая пешка · f2 белая пешка · g2 белый слон · h2 белая пешка · a1 белая ладья · b1 белый конь · d1 белый ферзь · e1 белый король · h1 белая ладья | a8 чёрная ладья · d8 чёрный ферзь · e8 чёрный король · f8 чёрный слон · h8 чёрная ладья · a7 чёрная пешка · b7 чёрная пешка · d7 чёрный конь · e7 чёрная пешка · f7 чёрная пешка · g7 чёрная пешка · h7 чёрная пешка · c6 чёрная пешка · f6 чёрный конь · d5 чёрная пешка · g4 чёрный слон · b3 белая пешка · f3 белый конь · g3 белая пешка · a2 белая пешка · b2 белый слон · c2 белая пешка · d2 белая пешка · e2 белая пешка · f2 белая пешка · g2 белый слон · h2 белая пешка · a1 белая ладья · b1 белый конь · d1 белый ферзь · e1 белый король · h1 белая ладья | a8 чёрная ладья · d8 чёрный ферзь · e8 чёрный король · f8 чёрный слон · h8 чёрная ладья · a7 чёрная пешка · b7 чёрная пешка · d7 чёрный конь · e7 чёрная пешка · f7 чёрная пешка · g7 чёрная пешка · h7 чёрная пешка · c6 чёрная пешка · f6 чёрный конь · d5 чёрная пешка · g4 чёрный слон · b3 белая пешка · f3 белый конь · g3 белая пешка · a2 белая пешка · b2 белый слон · c2 белая пешка · d2 белая пешка · e2 белая пешка · f2 белая пешка · g2 белый слон · h2 белая пешка · a1 белая ладья · b1 белый конь · d1 белый ферзь · e1 белый король · h1 белая ладья | a8 чёрная ладья · d8 чёрный ферзь · e8 чёрный король · f8 чёрный слон · h8 чёрная ладья · a7 чёрная пешка · b7 чёрная пешка · d7 чёрный конь · e7 чёрная пешка · f7 чёрная пешка · g7 чёрная пешка · h7 чёрная пешка · c6 чёрная пешка · f6 чёрный конь · d5 чёрная пешка · g4 чёрный слон · b3 белая пешка · f3 белый конь · g3 белая пешка · a2 белая пешка · b2 белый слон · c2 белая пешка · d2 белая пешка · e2 белая пешка · f2 белая пешка · g2 белый слон · h2 белая пешка · a1 белая ладья · b1 белый конь · d1 белый ферзь · e1 белый король · h1 белая ладья | 3 |
| 2 | a8 чёрная ладья · d8 чёрный ферзь · e8 чёрный король · f8 чёрный слон · h8 чёрная ладья · a7 чёрная пешка · b7 чёрная пешка · d7 чёрный конь · e7 чёрная пешка · f7 чёрная пешка · g7 чёрная пешка · h7 чёрная пешка · c6 чёрная пешка · f6 чёрный конь · d5 чёрная пешка · g4 чёрный слон · b3 белая пешка · f3 белый конь · g3 белая пешка · a2 белая пешка · b2 белый слон · c2 белая пешка · d2 белая пешка · e2 белая пешка · f2 белая пешка · g2 белый слон · h2 белая пешка · a1 белая ладья · b1 белый конь · d1 белый ферзь · e1 белый король · h1 белая ладья | a8 чёрная ладья · d8 чёрный ферзь · e8 чёрный король · f8 чёрный слон · h8 чёрная ладья · a7 чёрная пешка · b7 чёрная пешка · d7 чёрный конь · e7 чёрная пешка · f7 чёрная пешка · g7 чёрная пешка · h7 чёрная пешка · c6 чёрная пешка · f6 чёрный конь · d5 чёрная пешка · g4 чёрный слон · b3 белая пешка · f3 белый конь · g3 белая пешка · a2 белая пешка · b2 белый слон · c2 белая пешка · d2 белая пешка · e2 белая пешка · f2 белая пешка · g2 белый слон · h2 белая пешка · a1 белая ладья · b1 белый конь · d1 белый ферзь · e1 белый король · h1 белая ладья | a8 чёрная ладья · d8 чёрный ферзь · e8 чёрный король · f8 чёрный слон · h8 чёрная ладья · a7 чёрная пешка · b7 чёрная пешка · d7 чёрный конь · e7 чёрная пешка · f7 чёрная пешка · g7 чёрная пешка · h7 чёрная пешка · c6 чёрная пешка · f6 чёрный конь · d5 чёрная пешка · g4 чёрный слон · b3 белая пешка · f3 белый конь · g3 белая пешка · a2 белая пешка · b2 белый слон · c2 белая пешка · d2 белая пешка · e2 белая пешка · f2 белая пешка · g2 белый слон · h2 белая пешка · a1 белая ладья · b1 белый конь · d1 белый ферзь · e1 белый король · h1 белая ладья | a8 чёрная ладья · d8 чёрный ферзь · e8 чёрный король · f8 чёрный слон · h8 чёрная ладья · a7 чёрная пешка · b7 чёрная пешка · d7 чёрный конь · e7 чёрная пешка · f7 чёрная пешка · g7 чёрная пешка · h7 чёрная пешка · c6 чёрная пешка · f6 чёрный конь · d5 чёрная пешка · g4 чёрный слон · b3 белая пешка · f3 белый конь · g3 белая пешка · a2 белая пешка · b2 белый слон · c2 белая пешка · d2 белая пешка · e2 белая пешка · f2 белая пешка · g2 белый слон · h2 белая пешка · a1 белая ладья · b1 белый конь · d1 белый ферзь · e1 белый король · h1 белая ладья | a8 чёрная ладья · d8 чёрный ферзь · e8 чёрный король · f8 чёрный слон · h8 чёрная ладья · a7 чёрная пешка · b7 чёрная пешка · d7 чёрный конь · e7 чёрная пешка · f7 чёрная пешка · g7 чёрная пешка · h7 чёрная пешка · c6 чёрная пешка · f6 чёрный конь · d5 чёрная пешка · g4 чёрный слон · b3 белая пешка · f3 белый конь · g3 белая пешка · a2 белая пешка · b2 белый слон · c2 белая пешка · d2 белая пешка · e2 белая пешка · f2 белая пешка · g2 белый слон · h2 белая пешка · a1 белая ладья · b1 белый конь · d1 белый ферзь · e1 белый король · h1 белая ладья | a8 чёрная ладья · d8 чёрный ферзь · e8 чёрный король · f8 чёрный слон · h8 чёрная ладья · a7 чёрная пешка · b7 чёрная пешка · d7 чёрный конь · e7 чёрная пешка · f7 чёрная пешка · g7 чёрная пешка · h7 чёрная пешка · c6 чёрная пешка · f6 чёрный конь · d5 чёрная пешка · g4 чёрный слон · b3 белая пешка · f3 белый конь · g3 белая пешка · a2 белая пешка · b2 белый слон · c2 белая пешка · d2 белая пешка · e2 белая пешка · f2 белая пешка · g2 белый слон · h2 белая пешка · a1 белая ладья · b1 белый конь · d1 белый ферзь · e1 белый король · h1 белая ладья | a8 чёрная ладья · d8 чёрный ферзь · e8 чёрный король · f8 чёрный слон · h8 чёрная ладья · a7 чёрная пешка · b7 чёрная пешка · d7 чёрный конь · e7 чёрная пешка · f7 чёрная пешка · g7 чёрная пешка · h7 чёрная пешка · c6 чёрная пешка · f6 чёрный конь · d5 чёрная пешка · g4 чёрный слон · b3 белая пешка · f3 белый конь · g3 белая пешка · a2 белая пешка · b2 белый слон · c2 белая пешка · d2 белая пешка · e2 белая пешка · f2 белая пешка · g2 белый слон · h2 белая пешка · a1 белая ладья · b1 белый конь · d1 белый ферзь · e1 белый король · h1 белая ладья | a8 чёрная ладья · d8 чёрный ферзь · e8 чёрный король · f8 чёрный слон · h8 чёрная ладья · a7 чёрная пешка · b7 чёрная пешка · d7 чёрный конь · e7 чёрная пешка · f7 чёрная пешка · g7 чёрная пешка · h7 чёрная пешка · c6 чёрная пешка · f6 чёрный конь · d5 чёрная пешка · g4 чёрный слон · b3 белая пешка · f3 белый конь · g3 белая пешка · a2 белая пешка · b2 белый слон · c2 белая пешка · d2 белая пешка · e2 белая пешка · f2 белая пешка · g2 белый слон · h2 белая пешка · a1 белая ладья · b1 белый конь · d1 белый ферзь · e1 белый король · h1 белая ладья | 2 |
| 1 | a8 чёрная ладья · d8 чёрный ферзь · e8 чёрный король · f8 чёрный слон · h8 чёрная ладья · a7 чёрная пешка · b7 чёрная пешка · d7 чёрный конь · e7 чёрная пешка · f7 чёрная пешка · g7 чёрная пешка · h7 чёрная пешка · c6 чёрная пешка · f6 чёрный конь · d5 чёрная пешка · g4 чёрный слон · b3 белая пешка · f3 белый конь · g3 белая пешка · a2 белая пешка · b2 белый слон · c2 белая пешка · d2 белая пешка · e2 белая пешка · f2 белая пешка · g2 белый слон · h2 белая пешка · a1 белая ладья · b1 белый конь · d1 белый ферзь · e1 белый король · h1 белая ладья | a8 чёрная ладья · d8 чёрный ферзь · e8 чёрный король · f8 чёрный слон · h8 чёрная ладья · a7 чёрная пешка · b7 чёрная пешка · d7 чёрный конь · e7 чёрная пешка · f7 чёрная пешка · g7 чёрная пешка · h7 чёрная пешка · c6 чёрная пешка · f6 чёрный конь · d5 чёрная пешка · g4 чёрный слон · b3 белая пешка · f3 белый конь · g3 белая пешка · a2 белая пешка · b2 белый слон · c2 белая пешка · d2 белая пешка · e2 белая пешка · f2 белая пешка · g2 белый слон · h2 белая пешка · a1 белая ладья · b1 белый конь · d1 белый ферзь · e1 белый король · h1 белая ладья | a8 чёрная ладья · d8 чёрный ферзь · e8 чёрный король · f8 чёрный слон · h8 чёрная ладья · a7 чёрная пешка · b7 чёрная пешка · d7 чёрный конь · e7 чёрная пешка · f7 чёрная пешка · g7 чёрная пешка · h7 чёрная пешка · c6 чёрная пешка · f6 чёрный конь · d5 чёрная пешка · g4 чёрный слон · b3 белая пешка · f3 белый конь · g3 белая пешка · a2 белая пешка · b2 белый слон · c2 белая пешка · d2 белая пешка · e2 белая пешка · f2 белая пешка · g2 белый слон · h2 белая пешка · a1 белая ладья · b1 белый конь · d1 белый ферзь · e1 белый король · h1 белая ладья | a8 чёрная ладья · d8 чёрный ферзь · e8 чёрный король · f8 чёрный слон · h8 чёрная ладья · a7 чёрная пешка · b7 чёрная пешка · d7 чёрный конь · e7 чёрная пешка · f7 чёрная пешка · g7 чёрная пешка · h7 чёрная пешка · c6 чёрная пешка · f6 чёрный конь · d5 чёрная пешка · g4 чёрный слон · b3 белая пешка · f3 белый конь · g3 белая пешка · a2 белая пешка · b2 белый слон · c2 белая пешка · d2 белая пешка · e2 белая пешка · f2 белая пешка · g2 белый слон · h2 белая пешка · a1 белая ладья · b1 белый конь · d1 белый ферзь · e1 белый король · h1 белая ладья | a8 чёрная ладья · d8 чёрный ферзь · e8 чёрный король · f8 чёрный слон · h8 чёрная ладья · a7 чёрная пешка · b7 чёрная пешка · d7 чёрный конь · e7 чёрная пешка · f7 чёрная пешка · g7 чёрная пешка · h7 чёрная пешка · c6 чёрная пешка · f6 чёрный конь · d5 чёрная пешка · g4 чёрный слон · b3 белая пешка · f3 белый конь · g3 белая пешка · a2 белая пешка · b2 белый слон · c2 белая пешка · d2 белая пешка · e2 белая пешка · f2 белая пешка · g2 белый слон · h2 белая пешка · a1 белая ладья · b1 белый конь · d1 белый ферзь · e1 белый король · h1 белая ладья | a8 чёрная ладья · d8 чёрный ферзь · e8 чёрный король · f8 чёрный слон · h8 чёрная ладья · a7 чёрная пешка · b7 чёрная пешка · d7 чёрный конь · e7 чёрная пешка · f7 чёрная пешка · g7 чёрная пешка · h7 чёрная пешка · c6 чёрная пешка · f6 чёрный конь · d5 чёрная пешка · g4 чёрный слон · b3 белая пешка · f3 белый конь · g3 белая пешка · a2 белая пешка · b2 белый слон · c2 белая пешка · d2 белая пешка · e2 белая пешка · f2 белая пешка · g2 белый слон · h2 белая пешка · a1 белая ладья · b1 белый конь · d1 белый ферзь · e1 белый король · h1 белая ладья | a8 чёрная ладья · d8 чёрный ферзь · e8 чёрный король · f8 чёрный слон · h8 чёрная ладья · a7 чёрная пешка · b7 чёрная пешка · d7 чёрный конь · e7 чёрная пешка · f7 чёрная пешка · g7 чёрная пешка · h7 чёрная пешка · c6 чёрная пешка · f6 чёрный конь · d5 чёрная пешка · g4 чёрный слон · b3 белая пешка · f3 белый конь · g3 белая пешка · a2 белая пешка · b2 белый слон · c2 белая пешка · d2 белая пешка · e2 белая пешка · f2 белая пешка · g2 белый слон · h2 белая пешка · a1 белая ладья · b1 белый конь · d1 белый ферзь · e1 белый король · h1 белая ладья | a8 чёрная ладья · d8 чёрный ферзь · e8 чёрный король · f8 чёрный слон · h8 чёрная ладья · a7 чёрная пешка · b7 чёрная пешка · d7 чёрный конь · e7 чёрная пешка · f7 чёрная пешка · g7 чёрная пешка · h7 чёрная пешка · c6 чёрная пешка · f6 чёрный конь · d5 чёрная пешка · g4 чёрный слон · b3 белая пешка · f3 белый конь · g3 белая пешка · a2 белая пешка · b2 белый слон · c2 белая пешка · d2 белая пешка · e2 белая пешка · f2 белая пешка · g2 белый слон · h2 белая пешка · a1 белая ладья · b1 белый конь · d1 белый ферзь · e1 белый король · h1 белая ладья | 1 |
|   | a | b | c | d | e | f | g | h |   |

Вслед за Нимцовичем, который искал систему шахматных закономерностей в русле гипермодернизма, в развитие его идей уже после Первой мировой войны выступили Рети и Брейер, исходившие главным образом из необходимости индивидуального подхода к оценке конкретной позиции, постоянного поиска исключений из правил. Они пропагандировали стратегически сложную игру, со значительной долей комбинационного содержания, неизбежно связанную с риском; рассматривали дебют не как изолированную стадию развития фигур, а как начало миттельшпиля, в котором с первых же ходов должно присутствовать чёткое плановое начало.
Рети также вывел понятие «нефиксированных» позиций — «положения, в которых центральные пешки обеих сторон не входят в соприкосновение друг с другом, не относятся ни к открытым, ни к закрытым позициям, но содержат в себе возможность перейти в любую из этих категорий». Если принципы открытых позиций были известны во времена романтических шахмат, а закрытые позиции изучены позиционной школой во главе со Стейницем, то именно нефиксированные позиции должны быть исследованы гипермодернистами. Из этой ключевой мысли вытекало, что гипермодернизм — не отрицание классических принципов шахмат и не возврат к романтизму, а попытка расширить шахматную теорию, включая в неё ранее неизвестные понятия и принципы.
Распространение идей гипермодернизма среди шахматистов способствовала литературная деятельность Тартаковера, главным образом его книга «Ультрасовременная шахматная партия».

## Влияние
Влияние гипермодернистов на развитие шахмат особенно сильно сказалось в области дебютной теории. Ранее дебютная стратегия предусматривала сочетание быстрого развития фигур с захватом центра пешками, поэтому в большинстве партий после. 1. е4 е5 или 1. d4 d5 создавалась статичная пешечная симметрия в центре. Гипермодернисты пересмотрели некоторые основные взгляды классической школы, в том числе на образование пешечного центра. Они показали, что фигурное давление на центр может быть не менее эффективным. Они разрабатывали новые дебютные планы с отказом от немедленного продвижения центральных пешек и фланговым развитием с использованием фианкетто. Эти идеи легли в основу многих новых дебютов: защита Нимцовича, Алехина, Грюнфельда, новоиндийской, староиндийской, Пирца — Уфимцева, дебюта Рети и других. Применение новых дебютов обусловило огромное разнообразие типов миттельшпильных позиций, что дало мощный импульс развитию шахмат.

## В искусстве
Герой романа «Двенадцать стульев» (действие которого происходит в 1920-е годы в СССР) Остап Бендер упоминает гипермодернизм. В 37 главе романа он дает лекцию на тему «Плодотворная дебютная идея»:

А теперь, товарищи, я расскажу вам несколько поучительных историй из практики наших уважаемых гипермодернистов Капабланки, Ласкера и доктора Григорьева.

Ни один из перечисленных шахматистов не относился к гипермодернистам. Это сатира писателей: Остап Бендер рассказывает васюкинцам всё то, что мог вычитать из тогдашних газет, смешивая модное в то время в шахматном мире слово «гипермодернист» с известными шахматистами.